# Томас и приятели - с пълна пара напред!
„Томас и приятели - с пълна пара напред!“ (на английски: Thomas & Friends: All Engines Go) е анимационен детски образователен сериал, който се излъчва премиерно в Съединените щати на 13 септември 2021 г. по „Картун Нетуърк“ под блока „Картунито“, и по „Трийхаус“ в Канада на 18 септември 2021 г. Продуциран е от „Мател Телевижън“, а анимацията е осигурена от „Нелвана“. Сериалът служи като рестарт на оригиналния сериал „Томас и приятели“, който се излъчваше от 1984 г. до 2021 г.
В България сериалът се е излъчвал премиерно по Бумеранг от 30 май 2022 г. до 17 март 2023 г. (От 18 март същата година, вече се излъчва единствено по Картунито.), всеки делник от 16:00 ч. Дублажът е нахсинхронен. 
| Роля     | Изпълнител               |
| -------- | ------------------------ |
| Томас    | Августина-Калина Петкова |
| Кана     | Ема Димитрова            |
| Ния      | Радослава Стоянова       |
| Кенджи   | Симеон Дамянов           |
| Пърси    | Ася Рачева               |
| Хиро     | Марио Иванов             |
| Фарона   | Евгения Ангелова         |
| Федерико | Виктор Иванов            |
| Дийзъл   | Симона Стоянова          |
| Гордън   | Светломир Радев          |
| Карли    | Диляна Спасова           |
| Санди    | Ива Стоянова             |

| Обработка           | Про Филмс                    |
| ------------------- | ---------------------------- |
| Режисьор на дублажа | Ангелина Русева              |
| Преводач            | Ромина Кирчева Лора Станоева |

Сериалът е достъпен и в HBO Max.